# I Do (Lost)
"I Do" er det 53. afsnit af tv-serien Lost. Episoden blev instrueret af Tucker Gates og skrevet af Damon Lindelof & Carlton Cuse. Det blev første gang udsendt 8. november 2006, og karakteren Kate Austen vises i afsnittets flashbacks.